# Avesnes-Chaussoy
Pour les articles homonymes, voir Avesnes (homonymie) et Chaussoy.
Avesnes-Chaussoy est une commune française située dans le département de la Somme en région Hauts-de-France.

## Géographie

### Localisation

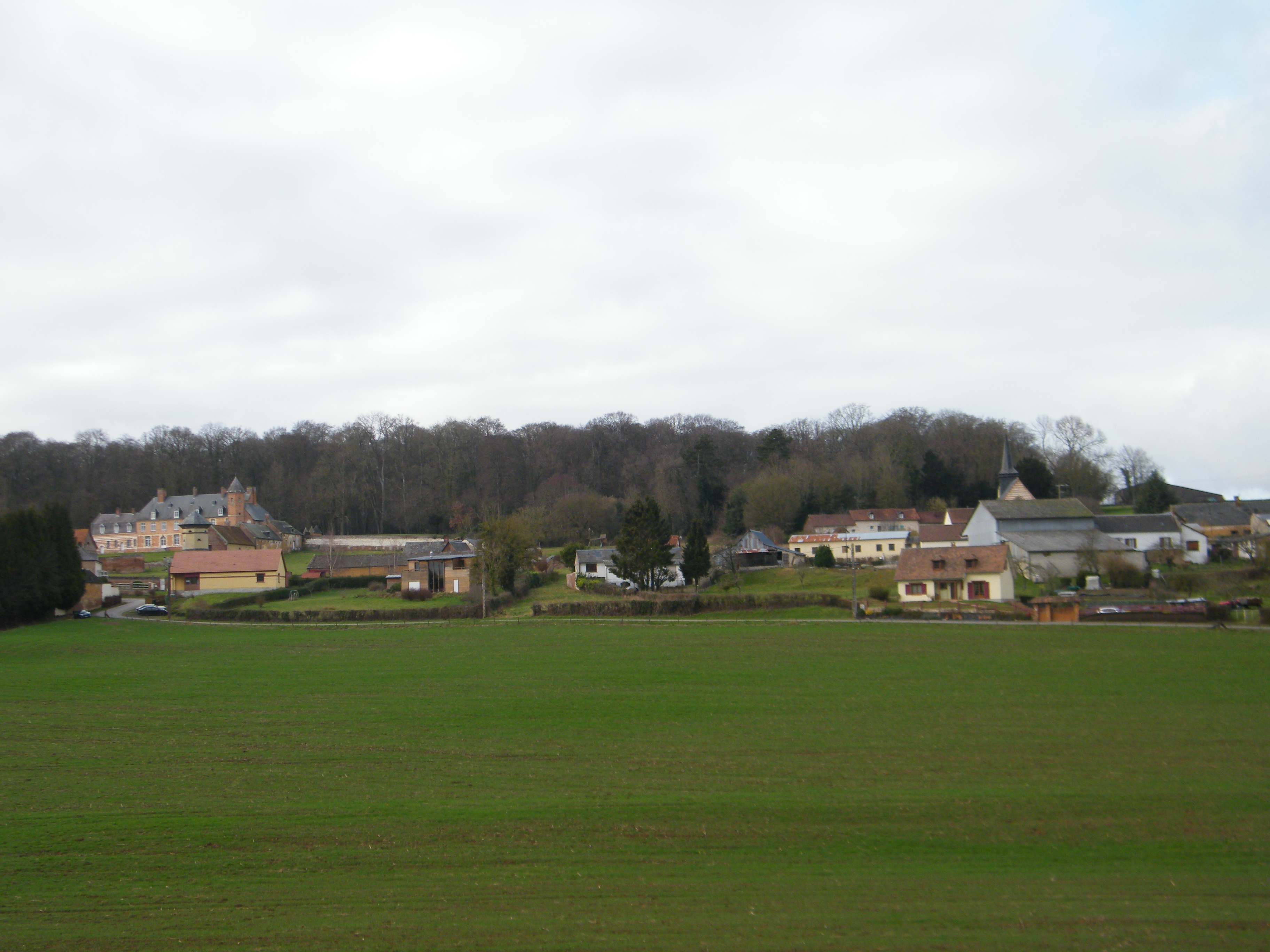
Vue générale du village.

Avesnes-Chaussoy est un village picard du Vimeu.
À vol d'oiseau, la localité est située à 9 km au sud-ouest d'Airaines, 9 km au nord-est de Beaucamps-le-Vieux, 10 km au sud-est de Oisemont, 23 km au sud d'Abbeville et à 30 km à l'ouest d'Amiens.
Le territoire de la commune est limitrophe de ceux de sept communes.  
Les communes limitrophes sont  Belloy-Saint-Léonard, Dromesnil, Fresneville, Saint-Maulvis, Villers-Campsart, Épaumesnil et Étréjust.

### Hydrographie
La commune est située dans le bassin Artois-Picardie. Elle n'est drainée par aucun cours d'eau.

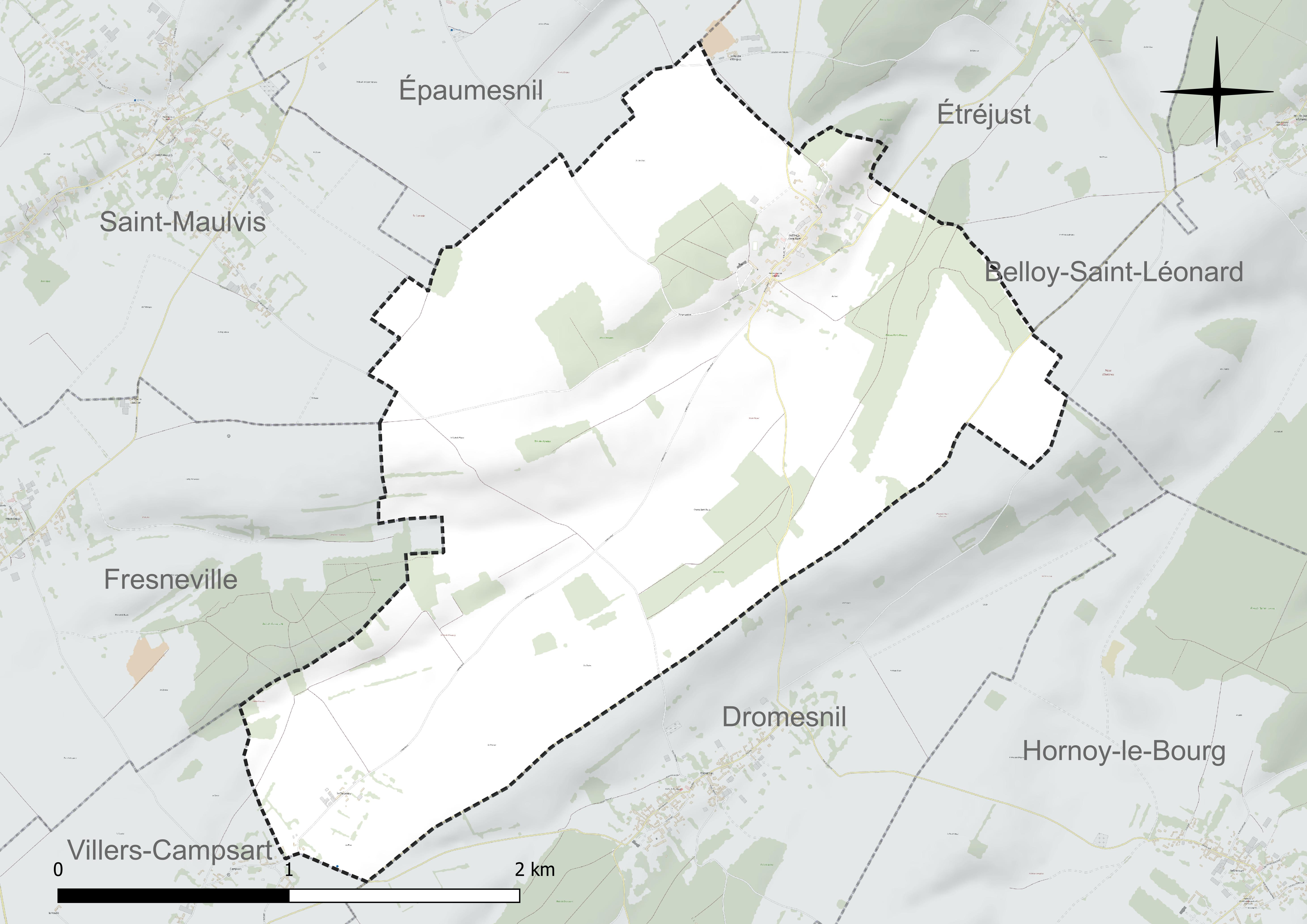
Réseau hydrographique d'Avesnes-Chaussoy.

### Climat
Pour des articles plus généraux, voir Climat des Hauts-de-France et Climat de la Somme.
En 2010, le climat de la commune est de type climat océanique altéré, selon une étude du CNRS s'appuyant sur une série de données couvrant la période 1971-2000. En 2020, Météo-France publie une typologie des climats de la France métropolitaine dans laquelle la commune est exposée à un climat océanique et est dans la région climatique Côtes de la Manche orientale, caractérisée par un faible ensoleillement (1 550 h/an) ; forte humidité de l'air (plus de 20 h/jour avec humidité relative > 80 % en hiver), vents forts fréquents.
Pour la période 1971-2000, la température annuelle moyenne est de 10,2 °C, avec une amplitude thermique annuelle de 13,7 °C. Le cumul annuel moyen de précipitations est de 820 mm, avec 12 jours de précipitations en janvier et 8,5 jours en juillet. Pour la période 1991-2020, la température moyenne annuelle observée sur la station météorologique la plus proche, située sur la commune d'Oisemont à 10 km à vol d'oiseau, est de 11,1 °C et le cumul annuel moyen de précipitations est de 801,4 mm,. Pour l'avenir, les paramètres climatiques de la commune estimés pour 2050 selon différents scénarios d'émission de gaz à effet de serre sont consultables sur un site dédié publié par Météo-France en novembre 2022.

## Urbanisme

### Typologie
Au 1er janvier 2024, Avesnes-Chaussoy est catégorisée commune rurale à habitat très dispersé, selon la nouvelle grille communale de densité à sept niveaux définie par l'Insee en 2022.
Elle est située hors unité urbaine et hors attraction des villes,.

### Occupation des sols

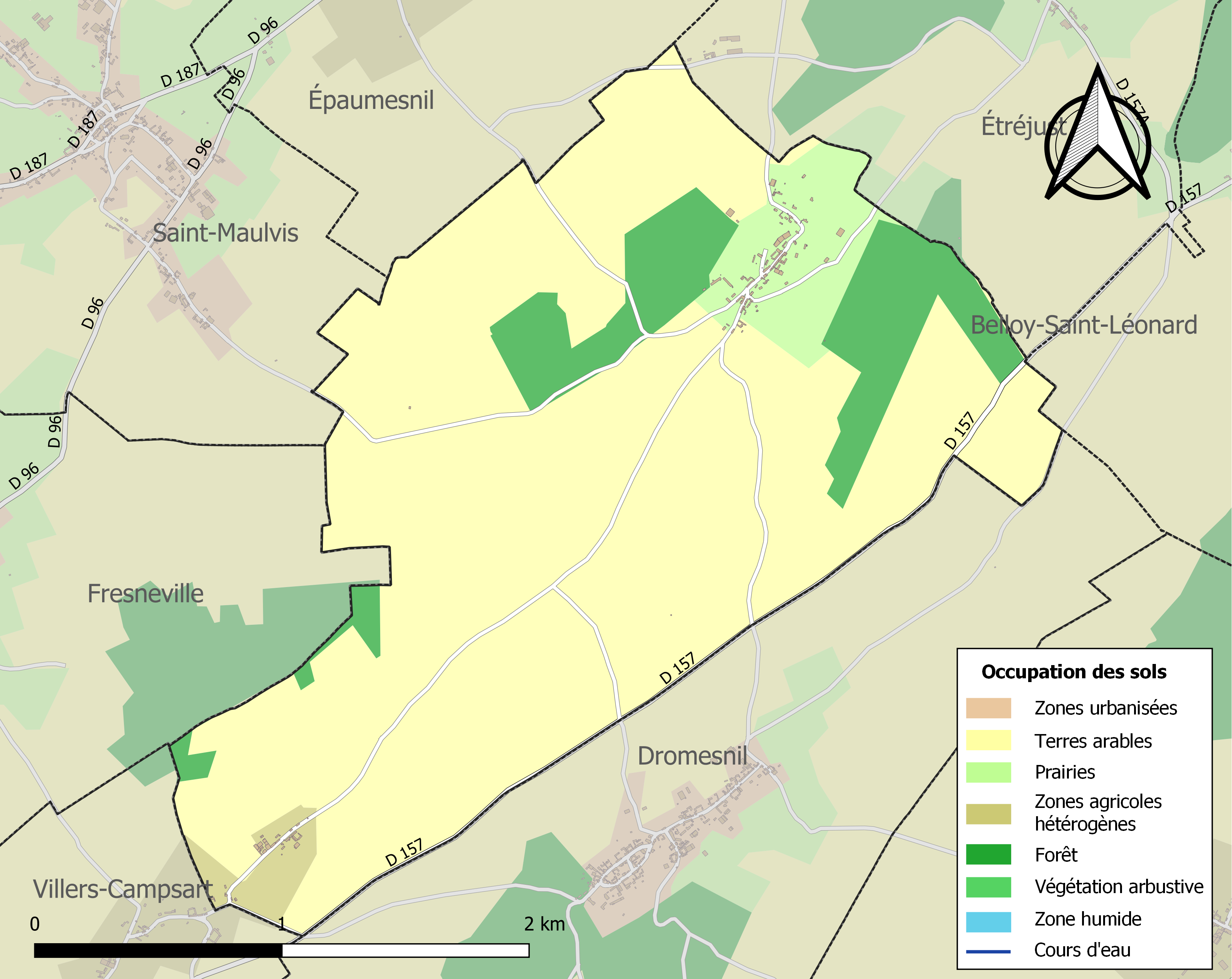
Carte des infrastructures et de l'occupation des sols de la commune en 2018 (CLC).

L'occupation des sols de la commune, telle qu'elle ressort de la base de données européenne d'occupation biophysique des sols Corine Land Cover (CLC), est marquée par l'importance des territoires agricoles (88,3 % en 2018), une proportion identique à celle de 1990 (88,3 %).
La répartition détaillée en 2018 est la suivante : terres arables (80 %), forêts (11,7 %), prairies (6,1 %), zones agricoles hétérogènes (2,2 %).
L'évolution de l'occupation des sols de la commune et de ses infrastructures peut être observée sur les différentes représentations cartographiques du territoire : la carte de Cassini (XVIIIe siècle), la carte d'état-major (1820-1866) et les cartes ou photos aériennes de l'IGN pour la période actuelle (1950 à aujourd'hui).

## Toponymie
Le nom de la localité est attesté précocement sous la forme  Avisnas en 750. La commune est instituée sous la dénomination de Avesnes Chaulsoix en 1793, Avesnes et le Sauchoy en 1801. Elle prend ultérieurement son toponyme actuel de Avesnes-Chaussoy.
Ernest Nègre explique le type toponymique Avesnes, dont la répartition est limitée au Maine, à la Normandie, la Picardie et le Nord-Pas-de-Calais, par l'ancien français avenesne ou le bas latin *avenesna (non attesté) au sens de « terre propice à l'avoine », en supposant un hypothétique passage de *Avenesne à Avesne. En effet, *Avenesne n'est jamais mentionné en tant que forme ancienne des différents toponymes Avesnes ou en -avesne, alors même que ce type toponymique est attesté dès le Haut Moyen Âge, ce qui est rarement le cas pour des localités rurales. Albert Dauzat considère qu'il y a un problème avec le type Avesnes, c'est pourquoi il exclut Avesnes-Chaussoy de la série des toponymes contenant l'élément avena « avoine » et le qualifie simplement d'obscur.
Les formes les plus anciennes sont du type Avis(i)n- et non pas *Avenesne. Ainsi en témoignent encore Avesnes (Somme, Vron, Avisnis en 844), Avesnes-le-Sec (Nord, Avisinas en 775), Avesnes-en-Bray (Seine-Maritime, Avisnis en 842). Le radical Avisn- est en revanche semblable au mot germanique avisna / afisna  « pâturage », (cf. vieil anglais æfesn « pâturage »). En outre, des formations toponymiques avec l'article défini l ou les, plus tardives, confirment ce sens, par exemple : Les Avesnes (Seine-Maritime, Communes patures nommées les Avesnes dans le fief de Montérolier 1455).
On le retrouve également dans des composés de type germanique comme Haravesnes.

## Histoire
Le 3 août 1532, Jehan de Calonne achète la seigneurie d'Avesnes et ses fiefs. Il construit le château, qui est resté depuis dans sa famille. En 1735, la paroisse a pour seigneur Louis-Édouard de Calonne.

### Première Guerre mondiale
Le château a été utilisé pendant la Première Guerre mondiale a été utilisé comme centre de repos et de soins pour les soldats canadiens, américains et français. Un soldat anglais est d'ailleurs enterré dans le parc  du château.

### Seconde Guerre mondiale

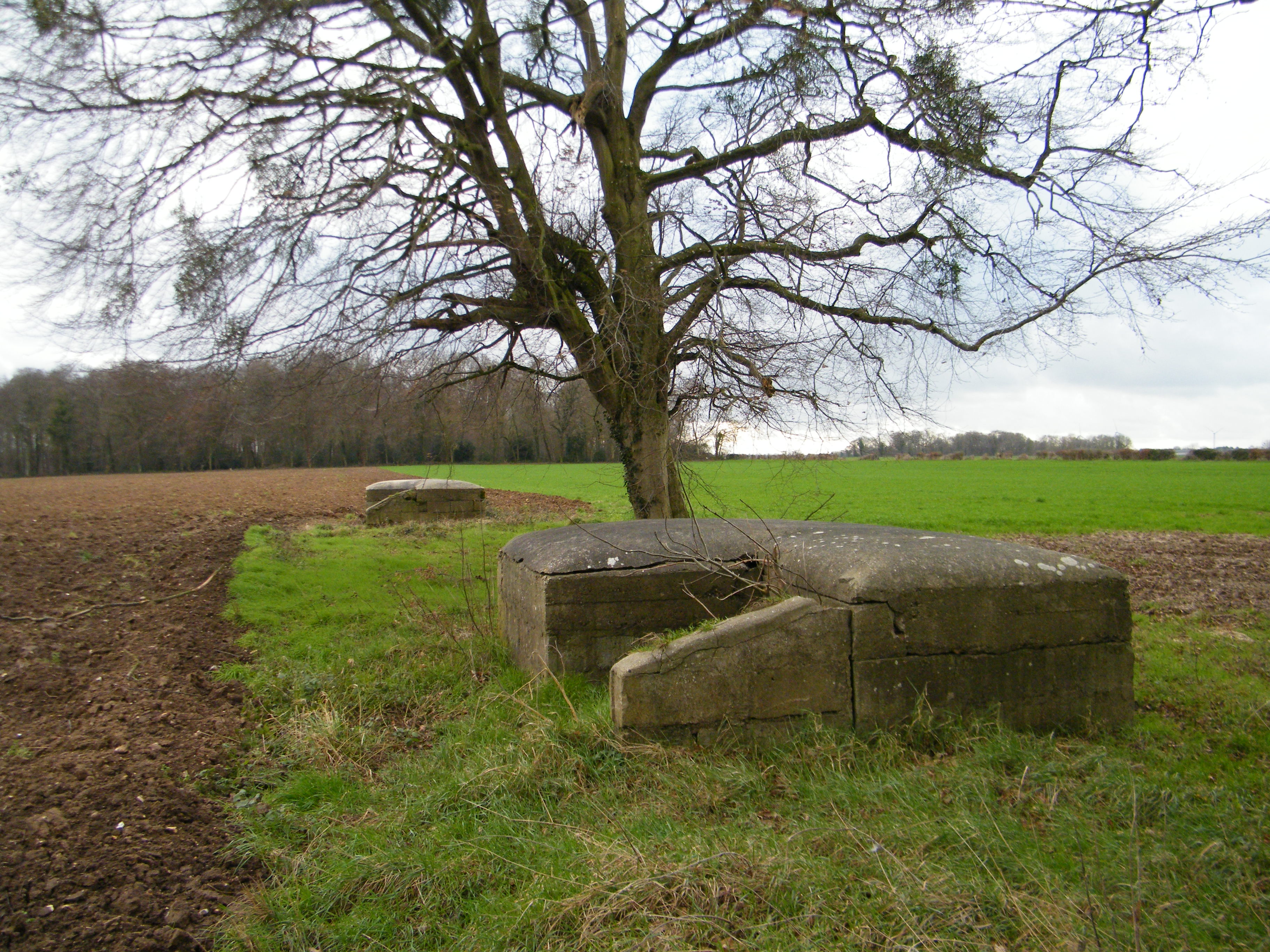
Vestiges de la Seconde Guerre mondiale.

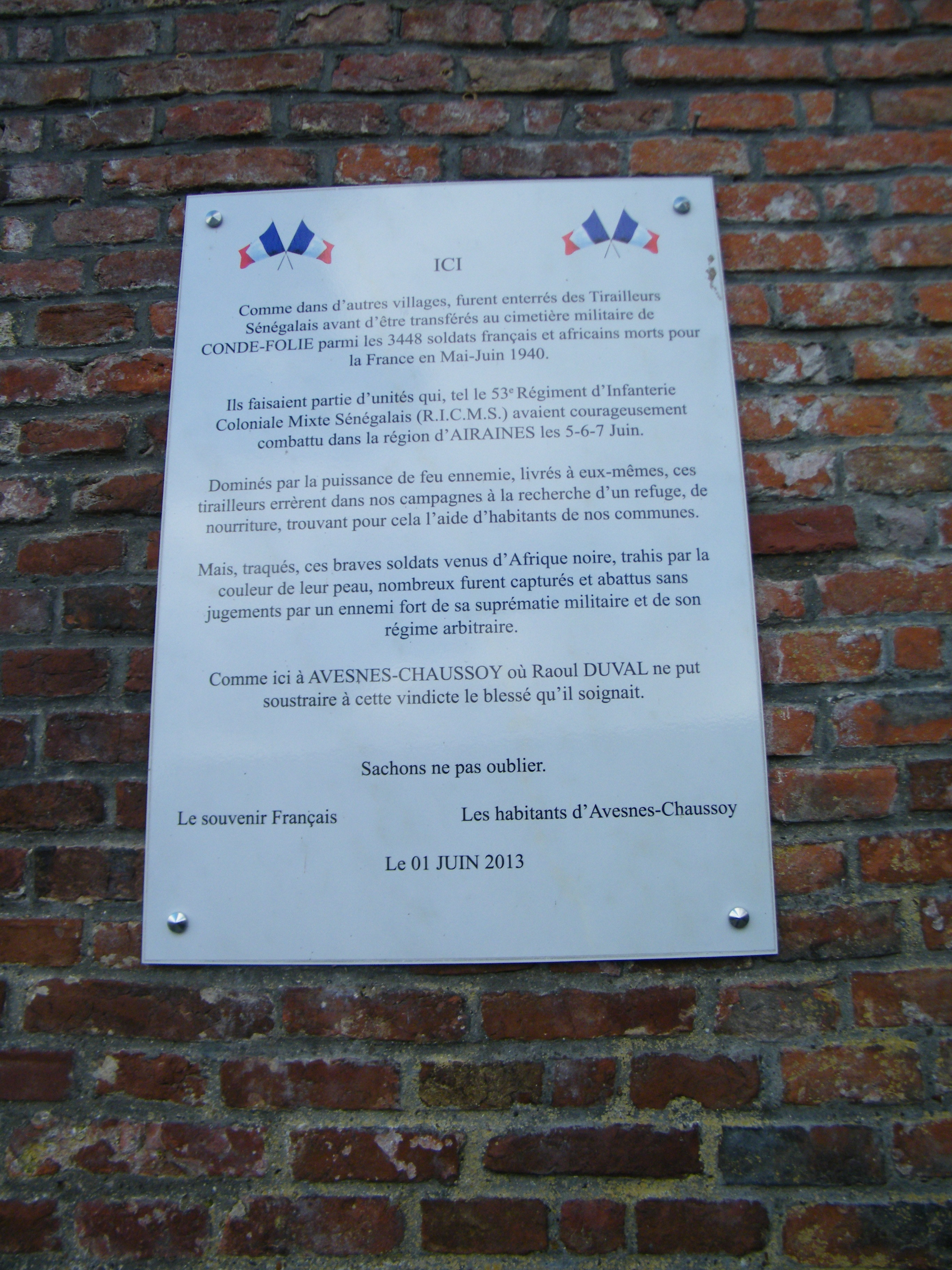
Hommage aux soldats du exécutés par l'assaillant Nazi parce que noirs...

Durant la bataille de France, au début de la Seconde Guerre mondiale, le 5 juin 1940, les troupes allemandes, arrivées sur la rive gauche de la Somme depuis le 21 mai, franchissent le fleuve à bord de canots pneumatiques. Le village est défendu par des unités du 53e régiment d'infanterie coloniale français, et notamment la  7e compagnie, composée majoritairement de tirailleurs sénégalais et du capitaine N'Tchoréré. Ses positions sont prises les unes après les autres après d'âpres combats. « Mais elle finit par déclarer forfait. Les Allemands trient les prisonniers, séparent les Africains des Européens. Le capitaine N'Tchoréré est sauvagement exécuté. Les autres Africains sont emmenés à Dromesnil où 120 d'entre eux sont fusillés ». Une stèle inaugurée en 2013 leur rend hommage.
À partir de juin 1944, une cinquantaine de militaires allemands lancent des V1 vers l'Angleterre pendant deux mois et demi, à partir d'une rampe et ses annexes construites dans le parc du château,.

## Politique et administration

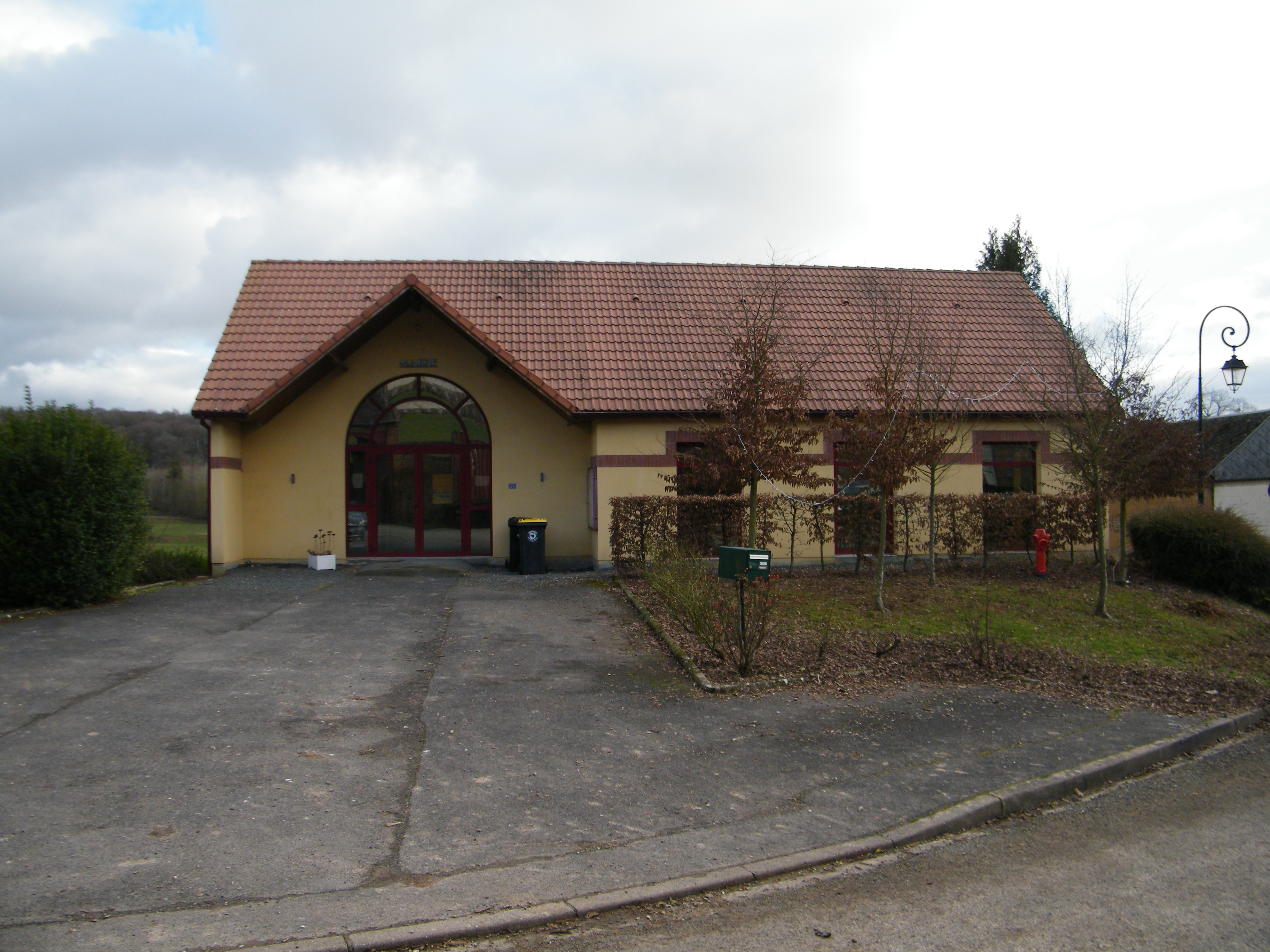
La mairie.

### Rattachements administratifs et électoraux
La commune se trouvait jusqu'en 2009 dans l'arrondissement d'Amiens du département de la Somme. De 2009 à 2016, elle est intégrée à l'arrondissement d'Abbeville, avant de réintégrer le 1er janvier 2017 l'arrondissement d'Amiens. Pour l'élection des députés, elle fait partie depuis 2012 de la troisième circonscription de la Somme.
Elle faisait partie depuis 1801 du canton d'Oisemont. Dans le cadre du redécoupage cantonal de 2014 en France, la commune est intégrée au canton de Poix-de-Picardie.

### Intercommunalité
La commune était membre de la petite communauté de communes de la Région d'Oisemont (CCRO), créée au 1er janvier 1995.
Dans le cadre des dispositions de la loi portant nouvelle organisation territoriale de la République du 7 août 2015, qui prévoit que les établissements publics de coopération intercommunale (EPCI) à fiscalité propre doivent avoir un minimum de 15 000 habitants, la préfète de la Somme propose en octobre 2015 un projet de nouveau schéma départemental de coopération intercommunale (SDCI) qui prévoit la réduction de 28 à 16 du nombre des intercommunalités à fiscalité propre du département.
Ce projet prévoit la « fusion des communautés de communes du Sud-Ouest Amiénois, du Contynois et de la région d'Oisemont », le nouvel ensemble de 37 412 habitants regroupant 120 communes,. À la suite de l'avis favorable de la commission départementale de coopération intercommunale en janvier 2016, la préfecture sollicite l'avis formel des conseils municipaux et communautaires concernés en vue de la mise en œuvre de la fusion.
La communauté de communes Somme Sud-Ouest (CC2SO), dont est désormais membre la commune, est ainsi créée au 1er janvier 2017.

### Liste des maires
| Période                                  | Période                       | Identité                          | Étiquette | Qualité             |
| ---------------------------------------- | ----------------------------- | --------------------------------- | --------- | ------------------- |
| février 1793                             |                               | Jean-Baptiste Magnier             |           | officier public     |
| An VI                                    |                               | M. Labbé                          |           | agent municipal     |
| Les données manquantes sont à compléter. |                               |                                   |           |                     |
| 1983                                     | 2008                          | Francis Lamotte                   | UMP       |                     |
| mars 2008                                | mai 2020                      | Comte Roland de Calonne d'Avesnes | DVD       | Châtelain d'Avesnes |
| 2020                                     | En cours (au 2 décembre 2020) | Benoît Beaucourt                  |           |                     |

### Politique de développement durable
Le  conseil municipal a donné un avis défavorable en mars 2020 à la création d'un parc éolien qui serait réalisé sur la commune et celle d'Épaumesnil, il comprendrait 4 aérogénérateurs.
En 2022, la commune n'a pas d'éoliennes sur son territoire mais est entourée par celles des communes voisines.

## Population et société

### Démographie
L'évolution du nombre d'habitants est connue à travers les recensements de la population effectués dans la commune depuis 1793. Pour les communes de moins de 10 000 habitants, une enquête de recensement portant sur toute la population est réalisée tous les cinq ans, les populations de référence des années intermédiaires étant quant à elles estimées par interpolation ou extrapolation. Pour la commune, le premier recensement exhaustif entrant dans le cadre du nouveau dispositif a été réalisé en 2004.

En 2022, la commune comptait 66 habitants, en évolution de +3,13 % par rapport à 2016 (Somme : −1,26 %, France hors Mayotte : +2,11 %).
| 1793 | 1800 | 1806 | 1821 | 1831 | 1836 | 1841 | 1846 | 1851 |
| ---- | ---- | ---- | ---- | ---- | ---- | ---- | ---- | ---- |
| 327  | 251  | 342  | 238  | 240  | 234  | 213  | 209  | 210  |

| 1856 | 1861 | 1866 | 1872 | 1876 | 1881 | 1886 | 1891 | 1896 |
| ---- | ---- | ---- | ---- | ---- | ---- | ---- | ---- | ---- |
| 210  | 203  | 188  | 187  | 179  | 184  | 176  | 156  | 161  |

| 1901 | 1906 | 1911 | 1921 | 1926 | 1931 | 1936 | 1946 | 1954 |
| ---- | ---- | ---- | ---- | ---- | ---- | ---- | ---- | ---- |
| 151  | 130  | 131  | 117  | 100  | 105  | 90   | 77   | 85   |

| 1962 | 1968 | 1975 | 1982 | 1990 | 1999 | 2004 | 2006 | 2009 |
| ---- | ---- | ---- | ---- | ---- | ---- | ---- | ---- | ---- |
| 66   | 58   | 65   | 58   | 51   | 53   | 54   | 54   | 67   |

| 2014 | 2019 | 2022 | - | - | - | - | - | - |
| ---- | ---- | ---- | - | - | - | - | - | - |
| 64   | 63   | 66   | - | - | - | - | - | - |

## Culture locale et patrimoine

### Lieux et monuments
- Château d'Avesnes, des XVIe et XVIIIe siècles[47] avec un jardin à la française[48], résidence de la famille de Calonne d'Avesnes. 
Une tour d'escalier hexagonale, une poivrière, jouxte le bâtiment principal[49]. 
. Le parc du château accueille un pigeonnier en torchis de 600 cases, toujours en service[26], ainsi que la reconstitution d'un V1 sur les lieux où une base de lancement a été active en 1944. Des vestiges ont été remis en valeur et rendus visitables[29],[50],[51].
- Église Saint-Denis.
- Chapelle Notre-Dame-de-la-Salette, près du bois du mont d'Avesne. Elle a été édifiée par la famille de Calonne, propriétaire du château, après la disparition de huit de ses dix enfants, atteints de tuberculose en 1850[52].
- Chapelle funéraire du Chaussoy. Elle remonte au XVIIIe siècle. Dédiée primitivement à saint Antoine de Padoue, elle appartient aux familles Martin, Houbard et Dumesnil[52].

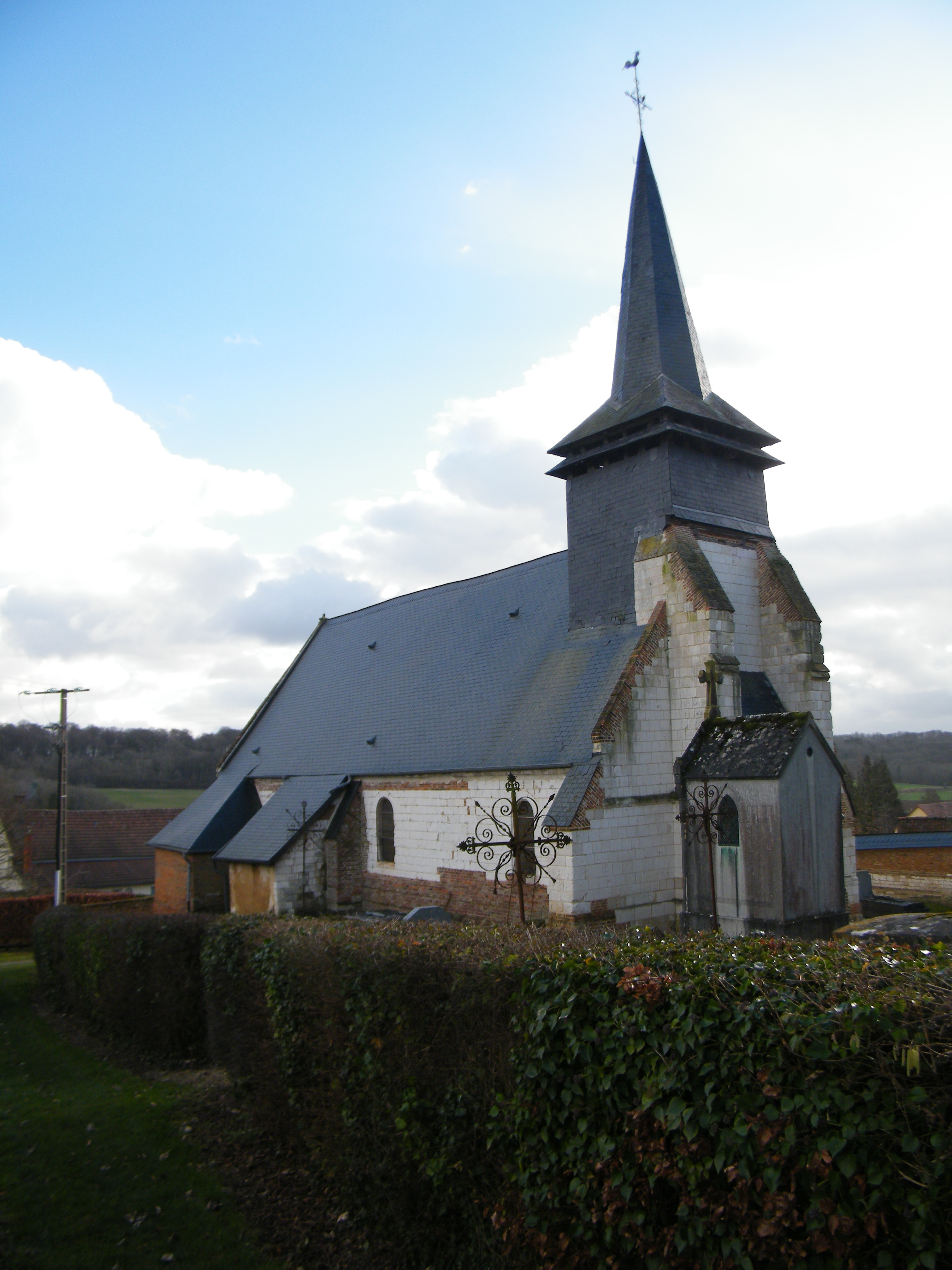
Église Saint-Denis.
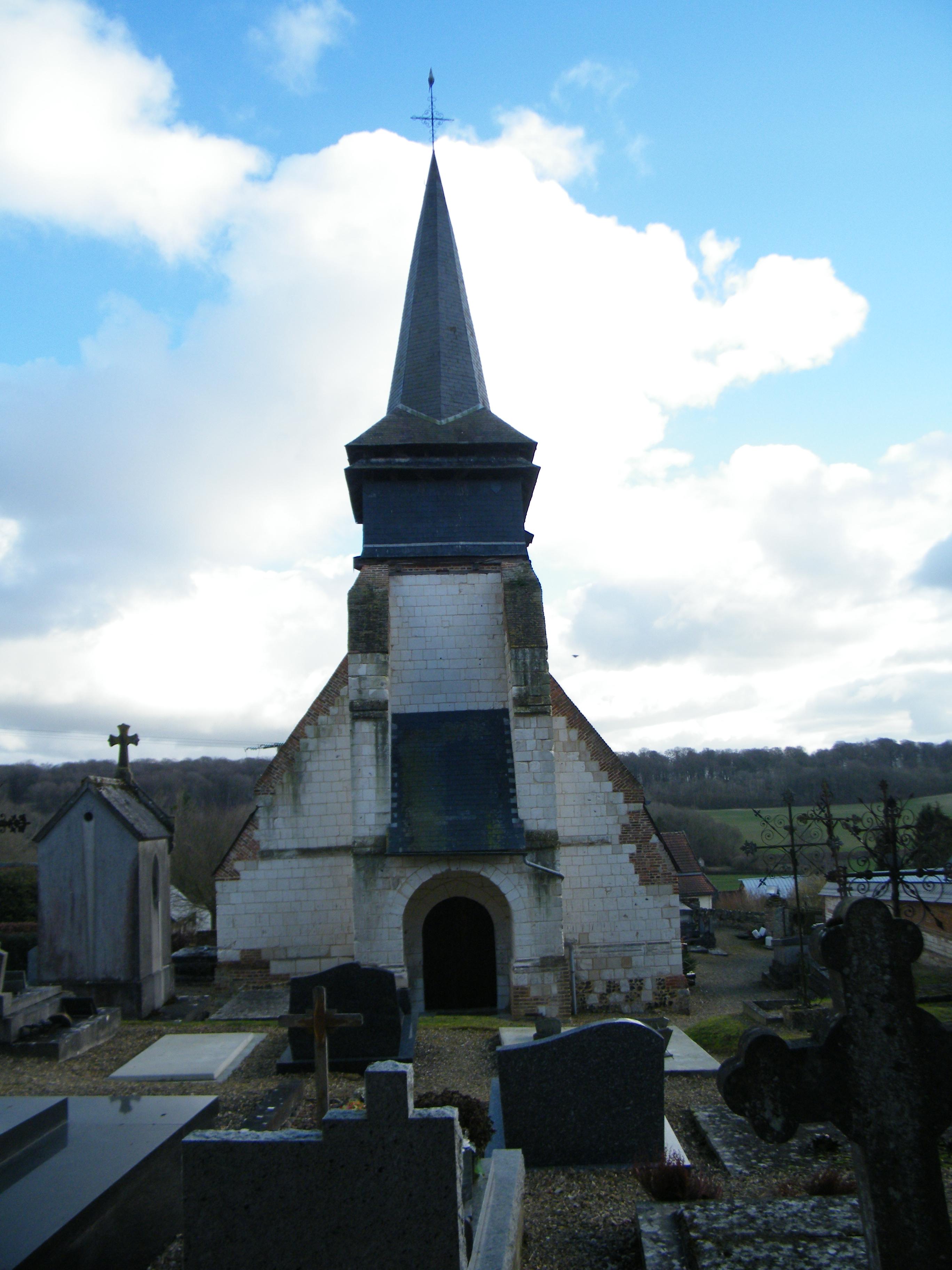
Façade de l'église
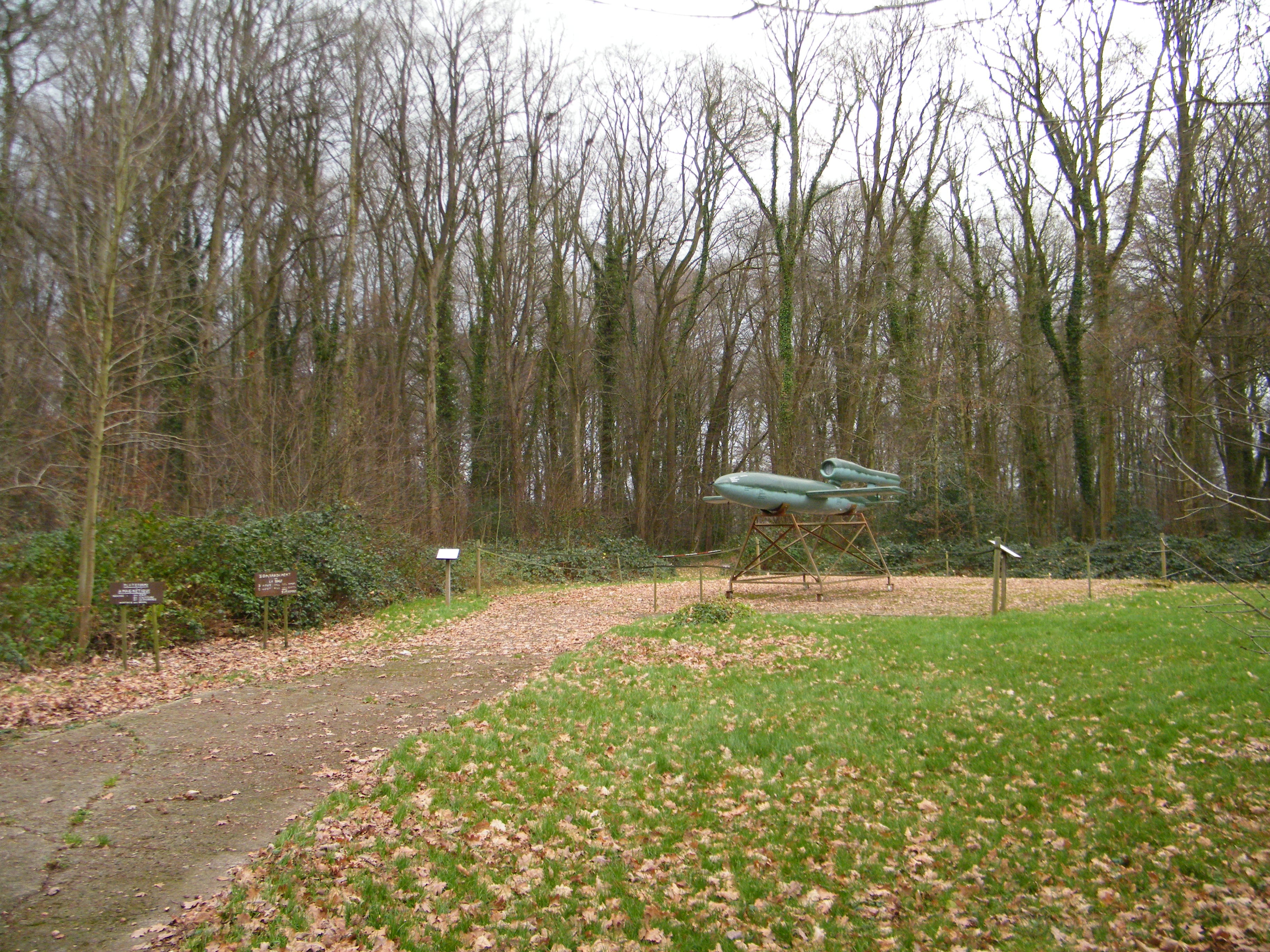
Reproduction de V1 dans le parc du château
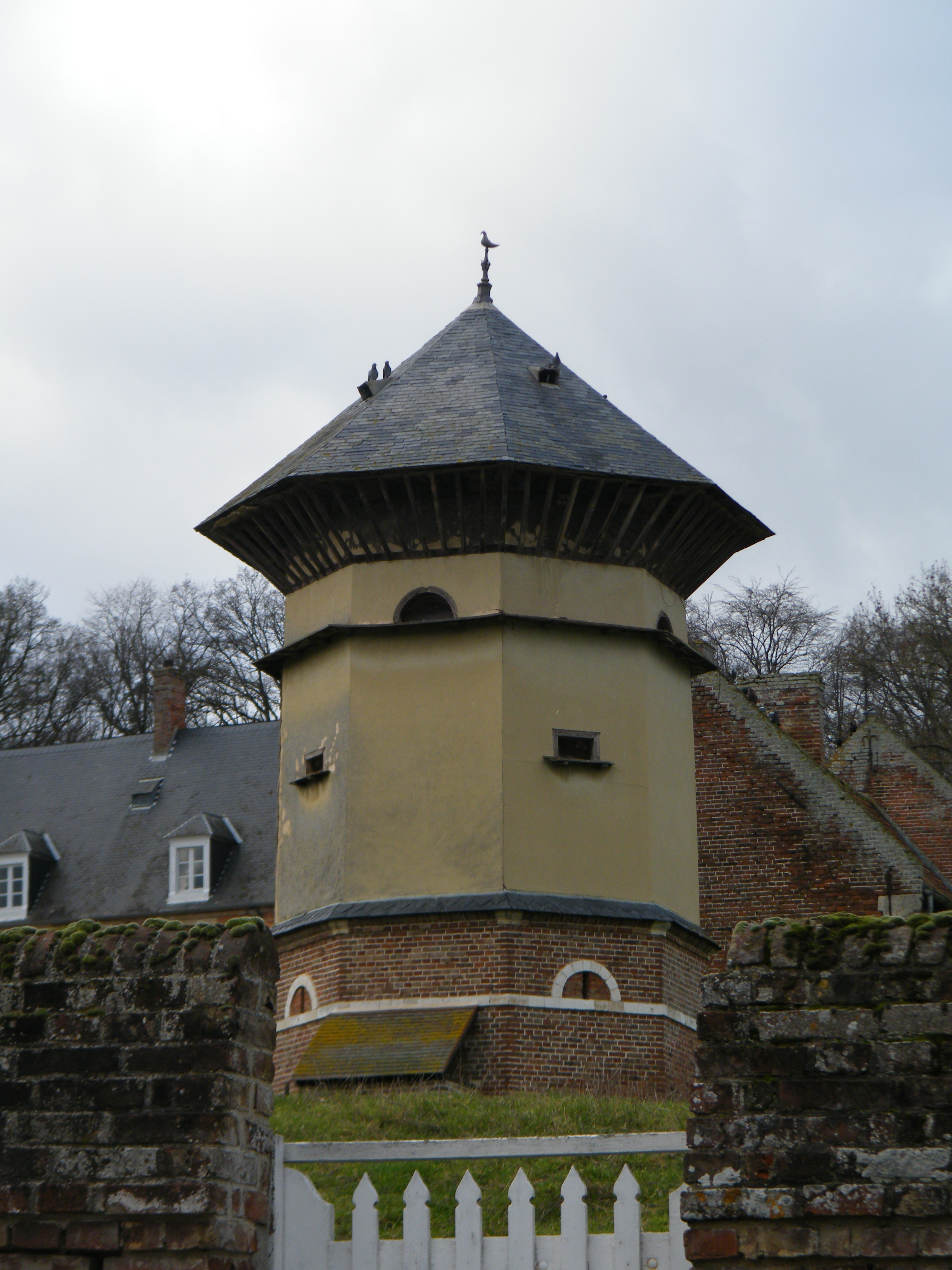
Le pigeonnier
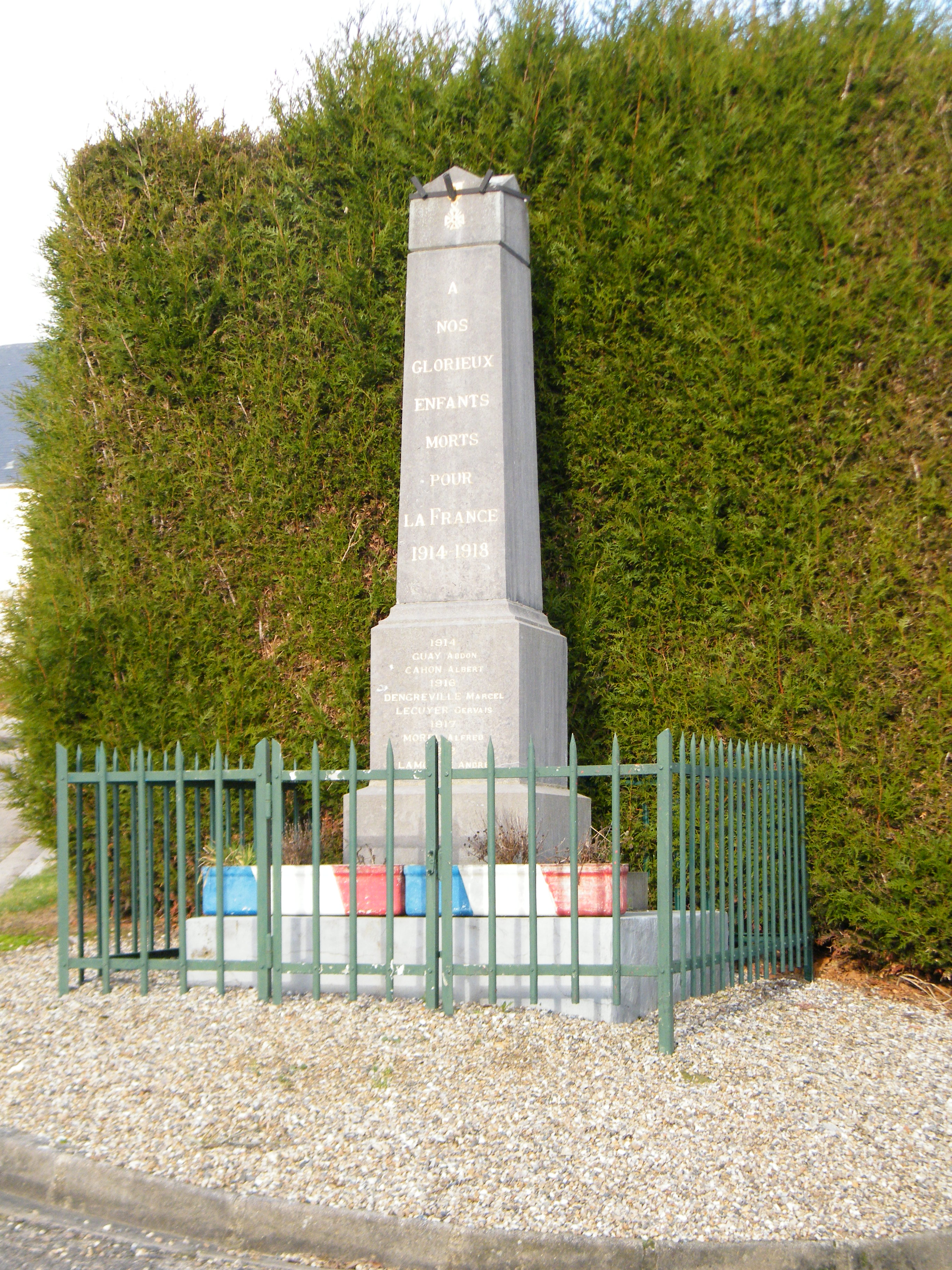
Monument aux morts
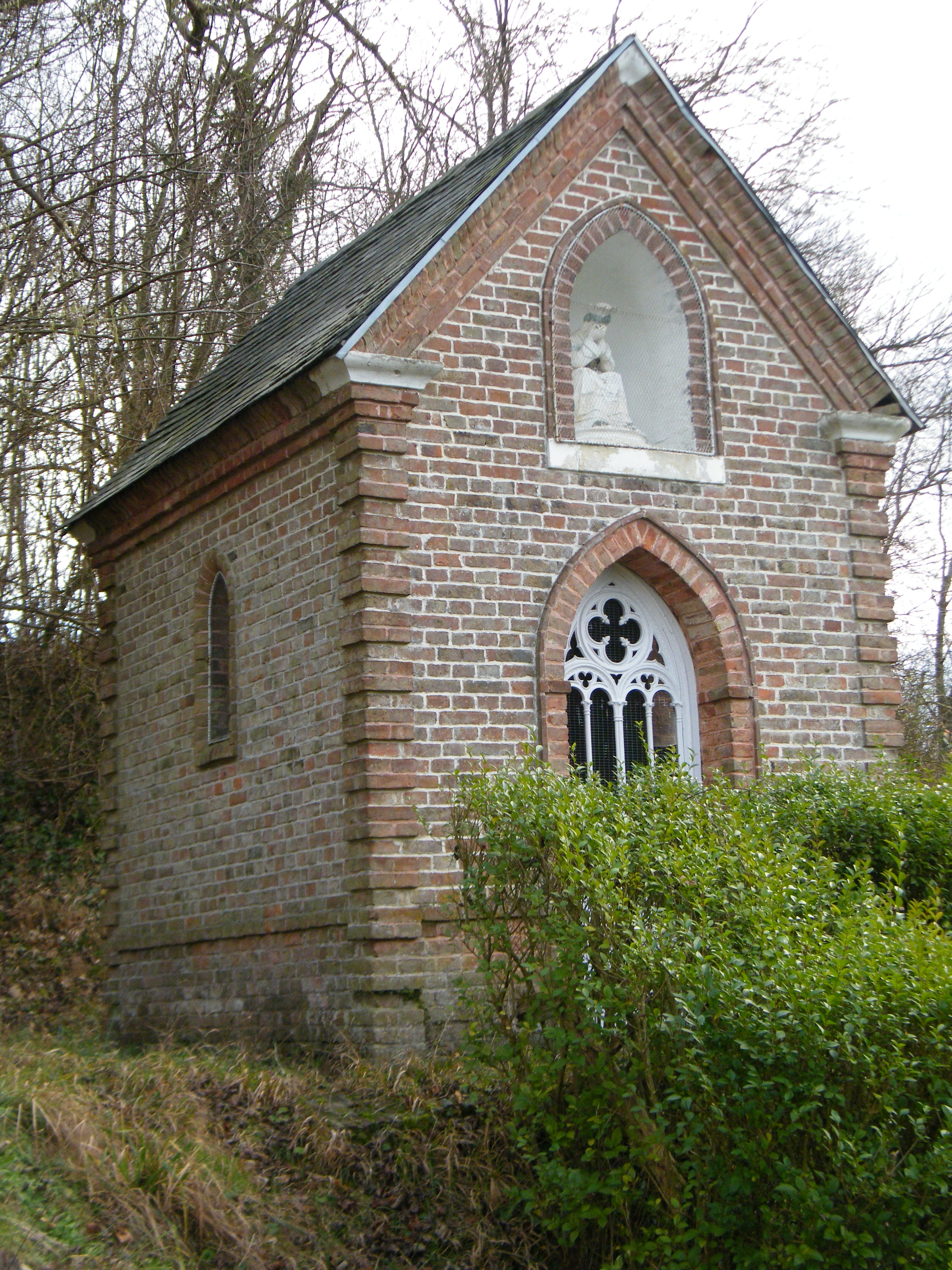
Chapelle Notre-Dame de la Salette.

### Personnalités liées à la commune
- Charles François de Calonne-d'Avesnes, né à Avesnes-Chaussoy en 1744, chevalier de Malte, député au Conseil des Cinq-Cents de 1795 à 1797.

## Pour approfondir